# Suero de mantequilla

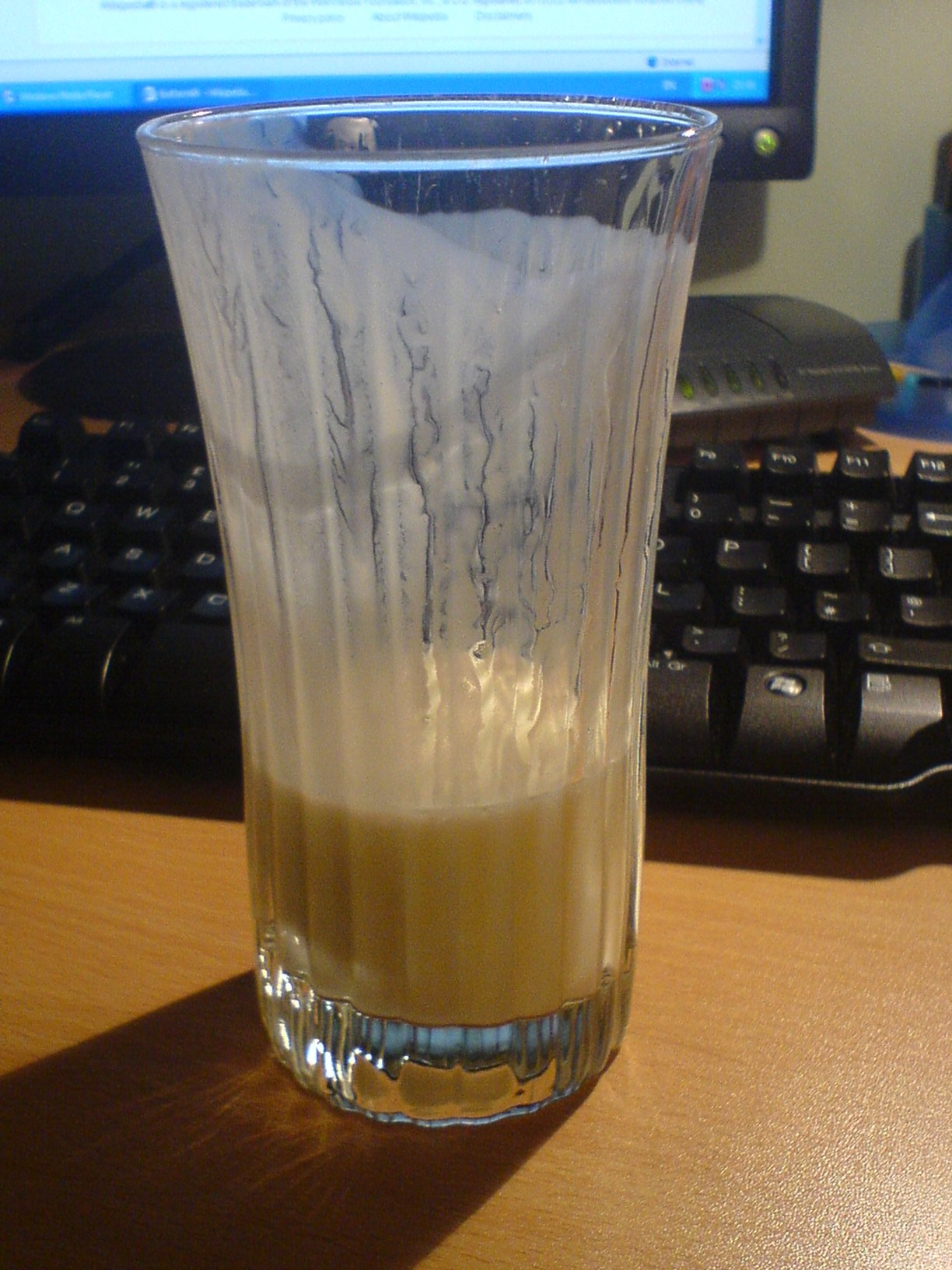
Un vaso de suero de mantequilla.

El suero de mantequilla o mazada es una bebida láctea. Tradicionalmente se obtenía en el proceso de la fabricación de la mantequilla batiendo (mazar) la nata fresca o fermentada.   
El tipo de suero de mantequilla que se vende hoy en día tiene características distintas al producto original, y es un producto lácteo líquido de color blanco-amarillento, ligeramente menos espeso que la nata (crema de leche), con un contenido bajo en grasa, y de sabor ligeramente agrio. 
Es muy apreciado como bebida en los Países Bajos, Alemania y en Dinamarca, especialmente en verano, así como en la India como refresco, y en los países del Magreb. También se usa en la elaboración de muchos tipos de pan, así como de sopas y salsas cremosas.
Desde la antigüedad se produce removiendo la nata para que se rompan las membranas de grasa que contiene. Las partículas de grasa se agrupan y se separan en la parte superior del recipiente donde se prepara. Con la grasa se produce mantequilla, y el líquido sobrante es el suero de mantequilla. Pero la mayor parte del suero de mantequilla disponible hoy en día no se elabora según el método tradicional, sino como cultivo: se trata de leche a la que se le añaden agentes acidulantes (estreptococos) para simular el producto original. El sabor ligeramente agrio de este "suero cultivado" se debe al proceso de fermentación. En este proceso, la bacteria que lo inicia convierte la lactosa en ácido láctico. A medida que el pH desciende por esta reacción, la leche se vuelve más agria. Debido a su acidez, el suero de mantequilla suele tener un periodo largo de conservación.

## Contenido nutricional

### Suero de mantequilla, leche entera[1]
|               | en 105g        |
| ------------- | -------------- |
| Energía       | 62 kcal 259 kJ |
| Carbohidratos | 4,9 g          |
| Grasas        | 3,3 g          |
| Proteínas     | 3,2 g          |
| Calcio        | 115 mg 12%     |

### Suero de mantequilla, bajo en grasa[2]
|               | en 100g        |
| ------------- | -------------- |
| Energía       | 40 kcal 170 kJ |
| Carbohidratos | 4,8 g          |
| Grasas        | 0,9 g          |
| Proteínas     | 3,3 g          |
| Calcio        | 116 mg 12%     |